# 宮城県保育所一覧
宮城県保育所一覧（みやぎけんほいくしょいちらん）は、宮城県の保育所の一覧。

## 公立保育所

### 仙台市

#### 青葉区
- 仙台市立旭ケ丘保育所
- 仙台市立荒巻保育所
- 仙台市立落合保育所
- 仙台市立折立保育所
- 仙台市立国見保育所
- 仙台市立熊ケ根保育所
- 仙台市立桜ケ丘保育所
- 仙台市立堤保育所
- 仙台市立支倉保育所
- 仙台市立吉成保育所

#### 宮城野区
- 仙台市立岩切保育所
- 仙台市立高砂保育所
- 仙台市立鶴ケ谷保育所
- 仙台市立鶴ケ谷第二保育所
- 仙台市立鶴巻保育所
- 仙台市立萩野町保育所
- 仙台市立原町保育所
- 仙台市立東仙台保育所
- 仙台市立福田町保育所

#### 若林区
- 仙台市立沖野保育所
- 仙台市立蒲町保育所
- 仙台市立上飯田横堀保育所
- 仙台市立木ノ下保育所
- 仙台市立南小泉保育所
- 仙台市立若林保育所

#### 太白区
- 仙台市立青山保育所
- 仙台市立飯田保育所
- 仙台市立大野田保育所
- 仙台市立上野山保育所
- 仙台市立〆木保育所
- 仙台市立太白保育所
- 仙台市立中田保育所
- 仙台市立根岸保育所
  - 仙台市立根岸保育所長町分園
- 仙台市立人来田保育所
- 仙台市立袋原保育所
- 仙台市立向山保育所
- 仙台市立八木山保育所
- 仙台市立湯元保育所

#### 泉区
- 仙台市立黒松保育所
- 仙台市立向陽台保育所
- 仙台市立将監保育所
- 仙台市立将監西保育所
- 仙台市立長命ケ丘保育所
- 仙台市立鶴が丘保育所
- 仙台市立七北田保育所
- 仙台市立南光台北保育所
- 仙台市立八乙女保育所

## 私立保育所

### 黒川郡
- 大和すぎのこ保育園